# Troso da Monza

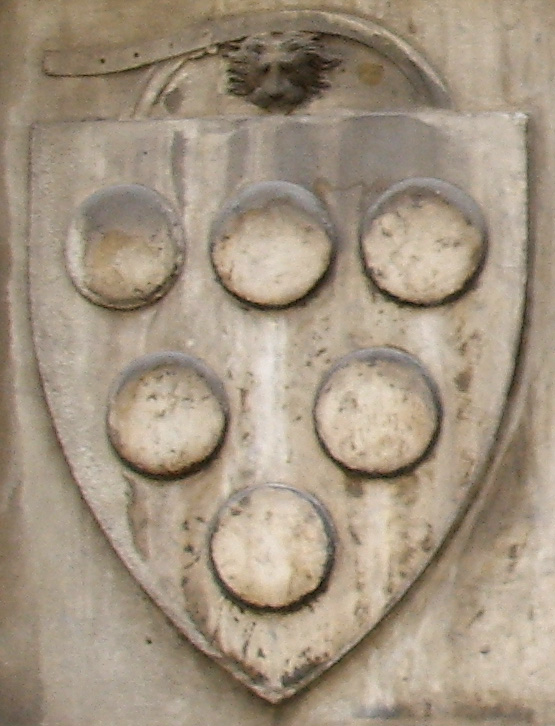
Medici stemma

Troso de Medici, detto Trozo da Monza o Troso di Giovanni Jacobo (Lodi, 1452 circa – 1515 circa), è stato un pittore italiano.

## Biografia
Troso da Monza chiamato anche Troso di Giovanni Jacobo è stato un pittore del ’400, presumibilmente nato a Lodi  di cui non è rimasta nessun'opera ma solo numerose testimonianze riportate su documenti antichi.
Coetaneo di Bernardo Zenale e di Leonardo, superò i sessant'anni di età. 
Solo da una ricerca di Graziella Colmuto Zanella del 1999 si è appreso che apparteneva alla famiglia Medici, conosciamo le sue capacità artistiche grazie a documenti di Giovanni Paolo Lomazzo che testimoniano la sua capacità nelle raffigurazioni prospettiche e in quelle grottesche.
Il suo passaggio da Milano a Bergamo è documentato in un atto del 18 settembre 1477 dove risulta che abbia costituito una società con Giacomo Scanardi da Averara detto Oloferne, atto che cita Trosun Filius quondam magistri Iohannis Iacobi de Mediolano.
È del 3 marzo 1487 la sua firma su di un contratto dove s'impegna a dipingere in una cappella della chiesa di San Pietro in Gessate, la storia di Sant'Ambrogio , ma sembra che poi questo affresco sia stato terminato da Vincenzo Foppa.
Venne chiamato nel 1490 a dipingere la sala della Balla del Castello Sforzesco in occasione delle nozze del duca Francesco Sforza con Beatrice d'Este del 1491 raccontandone le gesta, questo incarico, che eseguì in tempi brevi, lo rese popolare tra gli artisti del tempo.
Documentato e immortalato su due fogli di un taccuino di un viaggiatore inglese è l'affresco di una facciata in via dei Meravigli a Milano probabilmente tra il 1491 e il 1493, anni della riqualificazione urbanistica promossa da Ludovico Maria Sforza ma ne rimangono solo alcuni disegni.
Nel 1498 lo si ritrova tra i progettisti del duomo di Bergamo, sono infatti presenti molte ricevute di pagamento a suo nome per la realizzazione di questo lavoro.
Certa la sua presenza in Bergamo dal 1512 al 1518, ma forse sin dal 1497 anno in cui sposa la bergamasca Comina Pisoni andando ad abitare nel borgo di San Lorenzo. Suoi, insieme a Bernardo Zenale e al Bramantino, sono i disegni per le tarsie del coro della chiesa domenicana di Santo Stefano e poi in San Bartolomeo.
Nonostante il nome con cui era conosciuto non vi è testimonianza di un'attività lavorativa a Monza, anche se sono presenti molti contratti notarili con affitti di abitazioni in questa località .
Rimane testimonianza solo scritta degli affreschi presso la chiesa di San Pietro Lino in Milano e degli affreschi raffiguranti la storia della regina Teodolinda  per una cappella nel Duomo di Monza  da alcuni attribuiti al Troso, da altri ai fratelli Zavattari.